# ダダリオ
ダダリオ (D'Addario) は、弦楽器の弦のメーカー。本社はアメリカ合衆国ニューヨーク州ロングアイランド。
ダダリオ製の弦は、音程が良いことでクラシック・ギターでは標準的に用いられる。張力による分類では、ハイテンション、ミドルテンション、ローテンションの弦がある。また、低音の巻弦では、メッキ使用の一般向けと、巻弦全てが純銀製である高価な純銀巻弦もあり、この巻弦では弦の表面を滑らかに加工したポリシュ弦となっており、左指の移動の際に擦過音が生じにくくなっている。
取扱製品は、弦以外でもクラシック用の弦楽器向けの製品も多数発売している。2011年9月1日より日本国内における輸入代理店が株式会社ティ・エム・シィから株式会社キョーリツコーポレーションへ変更となった。